# Livendula leucocyana
Espèce
Livendula leucocyana est une espèce d'insectes lépidoptères (papillons) appartenant à la famille des Riodinidae et au genre Livendula.

## Taxonomie
Livendula leucocyana a été décrit par l'entomologiste allemand Carl Geyer en 1837 sous le nom d'Echenais leucocyana

## Écologie et distribution
Livendula leucocyana est présent en Amazonie.

### Biotope
Il réside en Amazonie.